# 异种族风俗娘评鉴指南
《異種族風俗娘評鑑指南》是由日本漫畫家天原（原作）和masha（作畫）創作的喜劇漫畫，連載於Niconico靜畫的《月刊龍時代》。電視動畫版則由Passione負責製作，於2020年1月11日開播。

## 劇情簡介
在某個各種奇幻種族和平共存的世界，雖然法律理論上規定只有擁有夢魔血統的人才能從事風俗店（故此亦被稱作「夢魔店」，風俗娘亦被稱為「夢魔小姐」），但實際上由於各種族混血日久，幾乎任何人十代之內都至少會有點夢魔血統，所以幾乎所有種族都被允許從業並有開設店面。
好色的冒險者人類史坦克和精靈傑爾為了體驗各種不同種族的魅魔店，在世界冒險並寫下心得感想廣發於市。兩人在森林裡從怪物手上救下了雌雄同體的天使可利姆，並將其拉入他們的團隊。然而在面對種族迴異的魅魔店提供各種特色不同服務時，評論者亦會因自身種族與偏好不同有著天差地別的感想，從而產生了許多意想不到的劇情及笑料。

## 登場角色
聲的部分為電視動畫版聲優。

### 主要角色
史坦克（聲：間島淳司）
青年人類冒險者，黑髮，臉上有刀疤，長髮繫於後腦綁成短辮子，老菸槍。
平常是個出色的劍士，但對色情非常有熱忱。目標是「為了和所有的種族嘿咻，到所有的地方冒險」。將各種種族夢魔店的體驗寫成評鑑，很受到眾人歡迎，並能拿到報酬，成為他的副業。評鑑順序固定第一位。
因為無法感受魔力衰老而愛好數百歲的精靈。根據妖精專門夢魔店「花蜜」的店長愛洛耶測量，勃起長度為16.5公分，直徑4.1公分。喜歡體內又濕又滑的女孩子。
用性轉換魔法藥變成女性時，化名為「人類女劍士梅史坦克（聲：赤崎千夏）」（メス意為雌性）。
動畫版加入了史坦克的過去，在少年時期便能打倒成年騎士，和父親鬧翻外出遊歷，第6集透漏其父擁有有龐大後宮。
小說表明和其父親起衝突的原因在於對其女傭白娟侍女產生了感情。
傑爾（聲：小林裕介）
精靈冒險者，史坦克的搭檔。外觀像個金髮少年，但實際年齡已經超過200歲。
善使弓箭並略通魔法。目標和史坦克一樣，評鑑順序固定第二位，擔任評鑑的發行者。
能感覺到老年精靈魔力衰老的體味，所以對人類無視年齡的喜歡精靈的習性不敢苟同，反而很喜歡50多歲的人類小姐，能感受到年輕的生命力。勃起長度比史坦克短。喜歡有韻味和魔力的女孩子。
用性轉換魔法藥變成女性時，化名為「波霸精靈潔潔兒（聲：金元壽子）」。
可利姆維兒（聲：富田美憂）
暱稱可利姆，在森林受到怪物襲擊被史坦克與傑爾兩人搭救的天使。由於天使的光環損壞而無法回到天界，在光環修復之前暫居於食酒亭並擔任服務員。
自稱男性，實為拥有雌雄两套生殖系统，反应基督教传统上认为天使是没有性别的。他有著會被妖精店「花蜜」婉拒接客程度的雄偉陰莖，官方活動透露長度大於30公分，不少夢魔小姐為其雄偉的大肉棒而傾倒，據官方顯示可以超大量的噴出精液且次數並無上限，屬於在床上比較被動的類型，但也漸漸變成會主動尋歡的色鬼了，最喜歡的店家是艾莎的「魔法潤滑液」。
用性轉換魔法藥變成女性時，化名為「外表沒什麼變化的女天使可利多莉姆（聲：富田美憂）」（音近クリトリス）。
甘丘（聲：湯淺楓）
半身人盜賊。因為經常開箱撬鎖所以擁有一雙巧手，此外也頗有生意頭腦。最喜歡可以自製對象的魔人偶夢魔店，眾人中比較有施虐傾向的角色，動畫中透露出自己有寫劇本文稿的才能，陰莖尺寸是評鑑團成員中最小的，中意的店家是「性愛懸絲傀儡」。
用性轉換魔法藥變成女性時，化名為「女半身人盜賊丘美（聲：湯淺楓）」。
「甘丘」是取自於俄文кончал，有「射精」的意思。
梅多莉（聲：M・A・O）
評鑑者們平常聚集的酒館「食酒亭」的女服務生。穿著女僕裝的有翼人。喜歡吃蚯蚓蓋飯
平常對史坦克等人的評鑑表示厭惡，對他們的性騷擾發言、行動會用暴力對抗。但偶爾也會表現出擔心史坦克他們的樣子。

### 其他評鑑者
布魯茲（聲：濱田賢二（日本）李正翔（中国)）
犬獸人。身材高大、全身皮毛，右眼有傷疤。因為嗅覺靈敏對味道非常在意，有乳糖不耐症，不喜歡潮濕會害毛受潮類型的風化場所，也不太喜歡情境類夢魔店拐彎抹角的交易方式。
薩姆坦（聲：井上雄貴）
惡魔。參與了「海底神殿」和「牛奶牧場」的評鑑。
鳴神（聲：河西健吾）
拉彌亞族（蛇人）。因為種族因素被有翼人夢魔店拒絕接客，喜好卵生種族的產卵秀。
魯魯（聲：七瀨彩夏）
妖精。史坦克等人前往蕈亞人之森夢魔店時替其帶路，並為他們寫評鑑。喜歡不起眼的女孩子。
德利貝爾（聲：上田燿司）
吸血鬼公爵，1500年前曾是真正的貴族領主，如今其爵位因政治體制更迭已名存實亡，但依然家財萬貫。住在荒郊野外的城堡，平常沉睡數十年才醒一次，與傑爾契約每次醒來時向他訂購新棺材與美術品。為滿足自身需求而於其城堡附近開了間不死族專門夢魔店「不死人妻」，並曾參與該次評鑑。由於原本是人類，感覺不出外表以外的老化。

### 魅魔小姐
第1話
愛爾瑪（聲：小山百代）
精靈族魅魔店「精靈客棧」的小姐。最初登場的夢魔小姐，芳齡超過500歲，史坦克很推薦，但其他種族都覺得太老而人氣不高。
名字在漫畫第2冊卷末附錄的「魅魔女郎人氣投票」時被揭曉並獲第2名，原因是「投票者全都是人類」。
光惠（聲：八百屋杏）
50多歲的人類魅魔小姐。傑爾很中意，因為史坦克和傑爾對500歲精靈和50歲人類的喜好爭執而開始寫異種族評鑑。
原作漫畫是只在第1話登場的龍套角色（漫画38话揭露了初次接客对象是杰尔），但在動畫版大幅提高重要性，除了在劇情中常駐登場外，片頭曲畫面出現「Snack光惠」的夢魔店，片尾曲後還有專屬單元「光惠的房間」。動畫版第7集「光惠的房間Special」中為夢魔小姐人氣投票主持人（漫畫為史坦克和傑爾主持），且為名人堂得主，揭露全名小野田光惠。
第2話
奧克芭（聲：日野麻里）
章魚族魅魔店「海底神殿」的小姐，擁有一頭粉紅色長髮。
名字在「魅魔小姐人氣投票」時被揭曉並獲第8名。
艾多莉（聲：松嵜麗）
有翼人魅魔店「艾多莉」的小姐。一頭金髮，身體反應極度敏感並有著普遍好評，但是拒絕接待拉彌亞族客人。
名字在「魅魔小姐人氣投票」時被揭曉並獲第5名。
第3話
貓獸人族魅魔店「喵喵天國」的小姐們。
咪咪（聲：礒部花凜）
貓獸人。奪走了可利姆的初次體驗。
名字在漫畫第1冊店鋪購入特典的名片揭曉。夢魔小姐人氣投票第3名。
凱露露
獰貓種貓獸人。體力旺盛、性慾也旺盛的小姐。史坦克指名。
名字在漫畫第1冊第3話後附錄揭曉。動畫版未登場。
夢可
兔猻種貓獸人。古代種，蘊含強大魔力的小姐。傑爾指名。
名字在漫畫第1冊第3話後附錄揭曉。動畫版未登場。
第4話
妖精族魅魔店「花蜜」的小姐們。全店共有42名夢魔小姐，由於種族身體尺寸限制，不能接受（NG）過大的陽具。
愛洛耶（聲：日笠陽子）
店長兼櫃檯小姐。面容猥瑣、身上刺青、抽菸斗，打破史坦克等人對妖精想像的形象。會為初次來店的客人測量那邊的尺寸，篩選尺寸適合的小姐。
名字在漫畫第1冊店鋪購入特典的名片揭曉。魅魔小姐人氣投票第1名。明明是櫃檯小姐卻入選夢魔小姐的投票，本人說自己偶爾也會跟客人做所以也算小姐，但被史坦克和傑爾酸「根本不算小姐、只是偷吃吧」（動畫版改為咪咪說出），對應的尺寸只到8公分。
普布拉拉（聲：古木望）
BIG妖精。店內唯二能服務16.5cm尺寸的小姐之一，身材已經豐潤到飛不起來的地步。史坦克指名。漫畫在第1冊卷末附錄正式登場。
肉襦袢
阿福羅妖精。店內唯二能服務16.5cm尺寸的小姐之一。
第5話
乳牛獸人族夢魔店「牛奶牧場」小姐們。乳牛獸人族小姐大部分有著超巨乳，若是有小孩的人妻更可擠奶喝到飽，個性亦非常被動，唯一美中不足的就是其肌肉質感多數偏粗糙厚硬。
米爾琪（聲：加藤祐梨）
褐膚棕髮，史坦克指名。名字在動畫版播出前天原的推特揭曉。
吉妮（聲：貫井柚佳）
白膚黑髮，傑爾指名。名字在漫畫夢魔小姐人氣投票揭曉。夢魔小姐人氣投票第7名。
第6-7話
「性轉換宿屋」的魅魔小姐們；「性轉換宿屋」是魔導士迪米亞監修的其中一家店，自身並沒有小姐，但靠迪米亞的人脈聯繫其他店家，安排小姐已兼職形式到店服務。
蘿娜（聲：田中貴子）
史坦克指名。擁有甜美微笑、身段苗條的精靈族小姐。659歲的精靈，幹這行已經300年的老手。
畢兒提亞（聲：井澤詩織）
甘丘指名。半身人族小姐，小巧可愛還有點生澀的新人，但擁有與其外表反差的虐待狂傾向。
萊咪（聲：成海瑠奈）
傑爾指名。史萊姆小姐，因其體質而成為「性轉換之館」接客率最高的小姐。
艾莎（聲：小市眞琴）
可利姆指名。鬣狗獸人族小姐，野性帥氣的大姐，因為是鬣狗種也有類雄性生殖器官。
魅魔小姐人氣投票第6名。
第8話
提亞布蕾特（聲：高森奈津美）
火山區火龍族魅魔店「女體燒肉火龍」的小姐。身體會發火來烤肉，但本人無法控制火力。主要接待具火抗性的客人，享用完燒肉之後可以直接開房辦事，但史坦克和傑爾因為沒有火抗性沒有評鑑，最後只有可利姆能做完全套服務。本篇的色情場景因為達到少年漫畫的表現規制上限而被梅多莉的沐浴畫面覆蓋。
名字在漫畫第1冊店鋪購入特典的名片揭曉。魅魔小姐人氣投票第9名，入圍九人中最低，聽到「投票者全都是人類」後抗議但被咪咪吐槽「最後一名閉嘴」。
動畫版第4話由演出原創的可利姆單獨評鑑。火山地帶改為黃火山地帶，並增加了史坦克和傑爾和軍隊石戰鬥的劇情。
第9話
淫魔族魅魔店「狂喜亂舞」的小姐們；淫魔為魅魔的一個亞種分支，與其相似但稍有不同，性慾更為旺盛且毫無限制，會竭力榨乾性伴侶甚至可能導致其精盡人亡。
黛塔（聲：松浦知惠）
櫃檯小姐，豹獸人-淫魔混血。
名字在漫畫第1冊店鋪購入特典的名片揭曉。
動畫版黛塔說如果和淫魔們做完還不滿足的話可以跟她做，但男夢魔領主光顧時，一人擊沉所有低級淫魔後，她卻說自己只是店員拒絕接客，還是被硬上最後同樣被擊沉。
淫魔A、B、C（聲：荻野葉月、美波和嘉菜、島田愛野）
淫魔小姐們。
原作布魯茲的評鑑為「如果下一組客人（祭品）再晚一個小時進來的話就死定了」，動畫版縮短為10分鐘。史坦克、傑爾和布魯茲休養的時間也從一週拉長到三週，更加強調低級淫魔造成的傷害。
第10話
獨眼族魅魔店「獨眼俱樂部」的小姐們。
梅可蘿（聲：水間友美）
金髮碧眼，是店裡眼睛最大的小姐，K尺寸的巨眼等級，胸圍普通。甘丘在指名時誤把眼睛尺寸認為胸圍而被其指名。此外，因梅可蘿被甘丘指名，可利姆選了第二大的H尺寸的獨眼小姐。在漫畫第1冊店鋪購入特典的名片登場。
愛夏（聲：青山玲菜）
店裡唯二眼睛A尺寸的小姐之一，粉紅色長髮單馬尾，但身材巨乳。剛從獨眼村來到中央街，因自己的小眼睛而自卑，但受史坦克指名與鼓勵後恢復自信。
名字在漫畫夢魔小姐人氣投票揭曉。夢魔小姐人氣投票第4名。
小目（聲：集貝花）
店裡唯二眼睛A尺寸的小姐之一，淺藍色短髮。和愛夏一樣因小眼睛而自卑，也一樣有著巨乳。被傑爾指名。
名字在動畫版播出前天原的推特揭曉。
第11話
光精靈族夢魔店「花園之光」（はなぞの光，因為招牌的は字脫落使人看成「謎之光」）的小姐們。本作設定的光精靈（Will-o'-wisp）為長耳人形，可在空中飄浮的種族。全身閃閃發光，尤其胯下和乳頭經常發出刺眼的強光。據說光線會隨世界線的差異而有強弱差別。
露美（聲：桑原由氣）
服務可利姆的兩人之一，金黃色頭髮。原作漫畫內唯一提到名字的夢魔小姐。
盧克絲（聲：富岡美沙子）
負責到外面拉客。淺黃綠色頭髮，服務史坦克。名字在動畫版播出前天原的推特揭曉。
康德拉（聲：深川芹亞）
粉紅色頭髮，和露美一起服務可利姆。名字在動畫版播出前天原的推特揭曉。
妮托（聲：仲田亞理沙）
淺綠色頭髮，服務傑爾。名字在動畫版角色名單揭曉。
蘭貝爾特（聲：本泉莉奈）
淺灰色頭髮，戴眼鏡，服務甘丘。名字在動畫版角色名單揭曉。
第12話
蕈亞人族魅魔店「帶領男人的蘑菇前往天國…」的小姐們，由店長蕾西精準看出客人性癖並為其挑選適合的蘑菇娘。
汁汁／滑菇A、B（聲：長久友紀、石橋桃）
挑選給史坦克的是體內濕濕滑滑的滑菇女孩們。
乳乳／乳菇A、B（聲：田澤茉純、杉山里穗）
推薦給傑爾的是能分泌出高魔力效果乳汁的乳菇女孩們。
地味／鴻喜菇A、B（聲：西田望見、汐入あすか）
給魯魯的是外表不起眼、尺寸也合適的鴻喜菇女孩們。
孢子／網狀馬勃（聲：奧野香耶）
給可利姆的是身體鬆鬆軟軟、敏感度高，會分泌出大量孢子的網狀馬勃女孩。
以上幾個蘑菇娘的名字在動畫版播出前天原的推特揭曉。
簇生盔孢傘
漫畫第2冊卷末附錄登場。魯魯再次光臨時，因為鴻喜菇女孩還沒長出來，想要指名同樣不起眼數量也多的簇生盔孢傘，蕾西說明具有致死毒素之後放棄。動畫版未登場。
第13話
梅多莉人偶（聲：M・A・O）
史坦克等人光顧夢魔店「性愛懸絲傀儡」時，甘丘做出四具外貌與梅多莉一模一樣的人偶魔像。史坦克插入了「風騷型」性格核心、傑爾插入了「療癒型」性格核心、甘丘插入了「抖M型」性格核心、可利姆插入了「純真型」性格核心来使用。事情被梅多莉打听到後四人都遭到了暴打。
第14-15話
到產卵秀店「暖呼呼生鮮蛋」表演產卵秀的夢魔小姐們。
夏洛特（聲：山本綾）
紅色身體的蜥蜴人。除了鳴神以外的評鑑者們看了之後都想回去。
名字在動畫版播出前天原的推特揭曉。
庫蘿可（聲：河村梨恵）
綠色的鱷魚型蜥蜴人。產卵畫面因為對人類觀眾太過不堪入目，被梅多莉的產卵畫面覆蓋。鳴神以外的評鑑者們看了之後都準備要回去。
德莉（聲：伊藤彩沙）
企鵝型有翼人，水中的偶像。史坦克對其超水桶體型很在意，但傑爾、可利姆和鳴神都感到很性奮。生了三顆無精卵而引起觀眾大性奮，鳴神解說有翼人在生理期通常會產下一到兩顆無精卵，只有肉體和精神上都累積了相當的欲求不滿下才會產出第三顆，表示她每天都過著慾火焚身的日子，所以在產卵界中評價非常高。
第16話
情境系魅魔店「頭子的秘密基地」的小姐們。客人扮演盜賊頭子的手下，對扮演成被囚禁在地牢者的夢魔小姐們進行審訊。審訊時間（指名時間）15分鐘，之後開房直接辦事。小姐們的扮裝每週有不同的主題，史坦克等人光顧時的主題是女騎士。
普莉茲（聲：橋本千波）
人類魅魔小姐。演技逼真，原本的志願是想成為女演員，因為沒工作上門才會來當夢魔小姐，不過憑演技演了幾部魅魔片（用魔法水晶播放影像的色情片）。史坦克指名。
名字在漫畫第2冊店鋪購入特典的名片揭曉。
漫畫第2冊封面內彩頁出現史坦克等人光顧後找了她主演的夢魔片「姬騎士色色SP3小時！！」來看。漫畫彩頁中是金髮，淺藍色髮夾，動畫版改為棕髮、紅色髮夾。
托啾（聲：中村櫻）
乳牛獸人族魅魔小姐，演技極差。甘丘指名。
艾爾夏（聲：長谷川育美）
精靈族魅魔小姐。傑爾指名。
米古（聲：天海由梨奈）
犬獸人族夢魔小姐。可利姆指名。
以上3人的名字在動畫版播出前天原的推特揭曉。
第17話
真正魅魔族店「魅魔之塔」的小姐們。夢魔之塔共60層，房間和小姐們都有過千個，無論提出怎樣的條件都能滿足，是魅魔街最大的建築物。店的規模、色情度、服務品質都從級別上遠勝其他夢魔店。但由於榨度過高，完事後會進入大約10天的不應期），因此成為冒險者要進行長期任務前才會光顧的店。
美乃絲貝兒（聲：清水彩香）
可利姆指名。粉紅色短髮，巨乳，瞳孔裡有愛心。由於畫面不能為少年兒童播放，透過特殊濾鏡將可利姆替換成美乃滋瓶。最後將整瓶美乃滋榨得一滴不剩乾淨溜溜。
名字在漫畫第2冊店鋪購入特典的名片揭曉。
第18話
不死族魅魔店「死靈人妻」的小姐們。德利貝爾公爵開設該店目的主要為供自己耍樂，因為不死族在性方面長期被其他種族嫌惡，所以該店並沒有太多其他客人；內裡員工依靠公爵的庇護領固定工資，平常整天發呆混日子。
芙蘭帕（聲：本多真梨子）
喪屍族小姐。櫃台小姐，由於10年都沒客人來所以把腦拿出來偷懶。被史坦克指名，反正沒有其他客人會來就接受了。還滿可愛的服務也很好，但嘴巴和下體都有屍臭，體溫亦如屍體一樣冰冷。
名字在漫畫第2冊店鋪購入特典的名片揭曉。
麗子（聲：長妻樹里）
幽靈族小姐。店內唯二連犬獸人的嗅覺都聞不出異味的小姐之一。完全是靈體，無法觸摸，只能邊看邊自慰。
骨美（聲：前川涼子）
骷髏族小姐。店內唯二連犬獸人的嗅覺都聞不出異味的小姐之一。完全是骨頭，可以觸摸但沒有地方可插。布魯茲指名。
綿綿（聲：小田切優衣）
殭屍族小姐。傑爾指名。外表很可愛，異味也只是口中有點血腥味的程度而已，但過程中的肉體反應就像屍僵一樣像條死魚。
名字在動畫版播出前天原的推特揭曉。
索芙（聲：榎吉麻弥）
女吸血鬼。德利貝爾公爵指名。沒有其他不死族小姐有異味或無法觸摸的缺點，但因為是向公爵宣誓忠誠才成為吸血鬼的，無法服務其他客人。
名字在動畫版播出前天原的推特揭曉。
第18-19話
德蓉（聲：後藤邑子）
女巫魅魔店「魔法潤滑液」的夢魔小姐。與「性轉換宿屋」一樣是魔導士迪米亞旗下的店。穿著魔法師服裝和尖帽的女巫大姊姊，用魔法操縱黏液變成各種材質和形狀，對客人進行各式各樣的魔法黏液play。
名字在動畫版播出前天原的推特揭曉。
愛絲（聲：榎吉麻弥）
白熊獸人魅魔小姐，為布魯茲的最愛。第19話首次被布魯茲提到時登場，第27話在夢之夢魔的店「夢遊人生」中在布魯茲的夢境中重現。
第19-22話
半人馬運輸隊的成員們，甘丘等人雇用她們往返魔法都市。回程時到半人馬之村的魅魔店「由你來做種馬」為了消解發情期而當一日小姐（動畫版未演出）。半人馬對同族男性的魅力判斷標準99%來自腳力，剩下的是那話兒的尺寸，對長相完全沒興趣。而對異種族客人能期待的只有手臂的尺寸和手法高低而已。
人類月亮（聲：綾瀨有）
褐膚長髮巨乳，逆指名史坦克。看上史坦克的手臂最粗壯。動畫版日文標記變成。
地平線女王（聲：朝日奈丸佳）
細長眼睛巨乳，逆指名傑爾。
星星原野（聲：三輪夏紀）
大眼睛貧乳，逆指名傑爾但被拒絕，結果服務可利姆。對腳力有信心以為一定會被傑爾選中但因貧乳被秒拒，可利姆的手臂放入時連肩膀都整個沒入。
精靈標槍
小眼睛巨乳，逆指名甘丘。因為是新手選了手臂尺寸最小的，卻反而被抖S的甘丘玩弄到站不起來。
以上4人的名字在動畫版播出前天原的推特揭曉。
第25話
庫拉馮小姐（聲：藤原由林、佐倉薰、青山吉能、望田緋鞠）
酒館夢魔店「大家酒之精」的夢魔小姐們。庫拉馮是酒之妖精，但本作設定描繪為小矮妖喝醉的樣子。
動畫版播放中天原的推特揭曉可利姆兩旁的小姐名字為賞花和糰子。

### 魅魔店店長
眼眼（聲：岡野友佑）
第10話登場。獨眼族，夢魔店「獨眼俱樂部」的店長。
名字在動畫版播出前天原的推特揭曉。
蕾西（聲：三宅麻理恵）
第12話登場。蕈亞人之森的夢魔店「帶領男人的蘑菇前往天國…」的店長兼老鴇。滿口黃腔的靈芝型蕈亞人。憑藉上百年的經驗，能精準看出客人性癖，從上百種的蘑菇娘中為其挑選適合的種類。
名字在動畫版播出前天原的推特揭曉。
拉芙涅特（聲：森奈奈子）
第13話登場。人偶、布偶及魔像專門夢魔店「性愛懸絲傀儡」的女店長。懸絲傀儡型魔像族。
名字在漫畫第2冊店鋪購入特典的名片揭曉。
米米羅（聲：小橋里美）
第14話登場。產卵秀店「暖呼呼生鮮蛋」的櫃檯小姐兼保鑣。猛禽類的雕鴞屬有翼人，對主要客群的拉彌亞族來說是天敵，從生理上感到恐懼。
名字在漫畫第2冊店鋪購入特典的名片揭曉。
玉手姬（聲：渡谷美帆）
第14話後附錄登場。產卵秀店「暖呼呼生鮮蛋」的櫃檯小姐，專門接待海生種族。金色到粉紅色漸層長捲髮的人魚。
名字在動畫版播出前天原的推特揭曉。
原作接待處在海中，動畫版改為海面上，經由漩渦入口穿過通道進到店內。另外原作的店是封閉建築，動畫版改為羅馬劇場般的開放式空間。
烏力恭（聲：村中知）
第16話登場。情境系夢魔店「頭子的秘密基地」的店長。野性風的褐膚女性，右眼有傷疤，第40話揭曉種族是精靈。
朝帳篷（聲：船戶百合繪）
第17話登場。純種夢魔店「夢魔之塔」的櫃檯小姐。淺綠色長髮，從魔法陣中出現。
名字在動畫版播出前天原的推特揭曉。
葛蕾松
第25話登場。酒館夢魔店「大家酒之精」的所有人都喝醉時，唯一保持清醒的會計小姐。醉客只要對多名小姐下手的話，她會一個不漏地計算台數並收取費用。
名字在動畫版播放中天原的推特揭曉。
Whack Blite（聲：久保田未夢）
第26話登場。因為評鑑者們和惡魔黨有契約，因此提供他們最高級的服務，並詳細說明惡魔族對契約的思考模式。
名字在動畫版播放中天原的推特揭曉。

### 食酒亭
春藤（聲：前川涼子）
食酒亭的老闆娘兼廚師。種族是樹妖，外表是妙齡女性但實際年齡不詳。下半身伸出許多樹枝觸手，可以一次進行多樣料理，觸手上開的紫色花還能作為溝通工具。
名字在漫畫第25話揭曉。
老木（聲：相馬康一）
第26話登場的老年樹人。售賣調味料，工作速度非常緩慢，從拿到調和菜單到完成需要的量需要整整一天（動畫版增長為一星期），而且稍不注意就會睡著。
名字在動畫版播放中天原的推特揭曉。
泰迦
第28話登場的男性冒險者，種族不明。幾個月前路過岩山時救了快掉進池塘的火龍女孩而兩手燙傷，受她照顧的幾個月期間兩情相悅。為了蒙受異種族結婚的奇蹟，委託史坦克等人護送他們前去弗蘭斯帕大聖堂。到大聖堂接受了奇蹟之後變得能夠碰觸結婚對象。

### 惡魔黨
死亡阿比斯（聲：五十嵐裕美）
惡魔族女性。現任魔王兼惡魔黨黨主席。雖然外觀是幼女，但身高有8公尺高。參加選舉時發表「發展魔導科技，改善人民生活」的政見，卻因大眾對惡魔族的印象不良而落選。雖然沒有惡魔翅膀，但在動畫版裡仍有飛行能力。對異世界穿越者口中的「飛機」感到興趣，並拜託魔導士迪米亞再現。
戴蒙滋（聲：伊丸岡篤）
惡魔族男性。惡魔黨的宣傳部長，因為惡魔族名列不想成為結婚對象的第二名而想找史坦克一行人對惡魔族的夢魔小姐做評鑑，卻不想違反公職選舉法轉而用私人名義招待，但史坦克一行人卻在最後一刻被彌諾陶洛斯的夢魔小姐吸引，直到選舉結束才去。

### 魔導士
迪米亞·杜歐德克特（聲：山村響）
世上評價最高的女魔導士，在魔法都市經營著用自己分身的誘餌人偶為主題的夢魔店。
在跟可利姆接觸後，就利用分身向史坦克和傑爾探聽他們發現可利姆的地方，並在讓分身去該處搜索可利姆的光環碎片後將其占為己有。對可利姆的天使耐性體質很有興趣，並開始為此作研究。
全名在動畫版播放中天原的推特揭曉。
提耶斯（聲：前田佳織里）
第6話登場。迪米亞的弟子，「性轉換宿屋」的店長。性別是秘密。
索爾
第24話登場。迪米亞的弟子，夢魔店「水族箱的後宮」的店長。

### 其他
唐・柯奇
第5話被提及。男性豚獸人，半獸人黨黨主席兼現任總統。
半獸人黨打著高糧食自給率、低稅率以及給予魅魔街補助的民粹政策，「比起發展更要安定，比起勞動更要睡眠，吃飽睡，睡飽快活去」的口號，獲得廣大平民百姓的支持。
半獸人首領（聲：濱岡敬祐）
漫畫第1冊卷末附錄登場。史坦克等人在淫魔店「淫魔的狂喜亂舞」即將被低級淫魔榨乾時，帶領大批豚獸人朋友前來一雪前恥。
水晶
第10話登場。獨眼族女性，罩著魔導士斗篷隱藏身份，因對自己的貧眼感到自卑而不敢向男性人類對象告白，於是付錢委託史坦克等人寫獨眼族評鑑；閱讀評鑑後確信異族不會在意貧眼並最終鼓起勇氣告白。
名字在動畫版播出前天原的推特揭曉。
闇属性客人A、B（聲：植木慎英、前田弘喜）
第11話登場。因為黑暗世界放長假而聚集在食酒亭的客人們。
利加斯塔（聲：山口令悟）
螯蝦獸人，第11話登場。閱讀貼在食酒亭佈告欄的「花園之光」的評鑑，和鳴神、魯魯一起對團體雜交表示讚賞。
名字在動畫版播出前天原的推特揭曉。
哥雷美、人形機器人
第13話登場。史坦克等人前往魔像族夢魔店的路上想像中的夢魔小姐。
美食家老師、廚師（聲：堀総士郎、岩澤俊樹）
第14話登場。中國風的褐膚美食家老師和貌似精靈族的廚師。為了競標稀有美味的卵而來到產卵秀店「暖呼呼生鮮蛋」。
暖呼呼生鮮蛋的客人（聲：若林佑、手塚弘道）
漫畫第2冊卷末附錄登場。對著夢魔小姐叫罵脫衣的拉彌亞族客人，被米米羅飛來抓走。原作是騷擾有翼人的醉客，動畫版則是對庫蘿可性奮到忘我。
瑪塔朱
第19話提到效法史坦克等人撰寫風俗娘評鑑的人。長相乾瘦的精靈族，筆名股棒世界樹。
本名在動畫版播出前天原的推特揭曉。
樂威壯·犀利而鋼（聲：逢坂良太）
第23話登場。領主等級的高級男夢魔。擁有2顆心臟，除了普通的心臟外，腰部還有一顆用來勃起的強力心臟。動畫版還提到能自由控制陰莖的大小。博愛主義者。認為各種族的女性都有其優點，夢想是去愛全世界的女性。因將鬼女提供的資金拿來跑遍夢魔店，被其刺穿心臟，隨後緊急送醫。
名字在動畫版播放中天原的推特揭曉。
肥皂劇（聲：内村史子）
第23話登場。單戀男夢魔領主的鬼女。因提供給男夢魔領主的資金被拿來跑遍夢魔店，刺穿了其心臟，在表白後被女性警察帶走。
在動畫版播放中天原的推特揭曉，女警的名字為刑事。

### 動畫原創角色
常駐龍套A、B、C（聲：石谷春貴、山本祥太、小林大紀）
常聚集在食酒亭的冒險者們。雖然是龍套但如同常駐其名，每次都會在佈告欄前閱讀夢魔小姐評鑑，並討論其內容。
全員男性，紅髮的獨角人是龍套A，戴著角盔的矮人是龍套B，棕髮的年輕狐獸人是龍套C。
常駐龍套DT（聲：興津和幸）
常聚集在食酒亭的冒險者，藍皮膚的龍人或蜥蜴人系男性。雖然是處男但經常閱讀佈告欄的夢魔小姐評鑑，為即將到來的時候做準備。被其他的常駐龍套稱為知識分子。不叫龍套D而是DT，暗喻日文的處男（童貞，Doutei）。
在動畫的最終結局時因保有童貞到30歲，進化為魔法師，樣貌變得比之前更有威嚴，且受到食酒亭所有酒客們的歡呼與祝福。
大大勃士（聲：梅津秀行）
神似某位寶可夢博士的高齡男性，「大大勃士的玩具店」的店主。在片尾曲後單元「大大勃士的夢魔小姐講座」登場，專出一些色情聯想的謎題。
大象、鮑魚（聲：蒔田拓也、小市眞琴）
動畫第3集登場的動物，分別隱喻可利姆的男性性器官和女性性器官。
H尺寸的獨眼小姐
動畫第5集可利姆指名的夢魔小姐。「獨眼俱樂部」店裡第二大的巨眼，紅色短髮。
青蛙小姐、海葵小姐、山椒魚小姐
動畫第7集登場。史坦克的評鑑場景出現的是青蛙小姐，產下如珍珠奶茶般的卵。傑爾的評鑑場景出現的是海葵小姐，被放在小水槽內，小到要用望遠鏡來看。一次可產多顆卵但每顆只有0.7mm，看起來只像粉末在飛舞。可利姆的評鑑場景出現集體的山椒魚小姐，產下如粉圓般的卵。
昇天射精老、狼滿虎流象
動畫第9集登場。和股棒世界樹一樣發表模仿夢魔小姐評鑑的人。昇天射精老是號稱「鑽研此道八千年」的地精老人。狼滿虎流象是號稱「最強合成淫獸」的合成獸人。
雙刀俠香蕉（聲：長妻樹里）
動畫第9集登場。本職是夢魔片的女導演，史坦克等人第一次見識到的女性評鑑者。淺藍綠色頭髮，戴眼鏡的夢魔。
小劇場中拿著擴音器指導艾莎和畢兒提亞拍攝百合色情片。

## 出版書籍

### 漫畫
該系列漫畫原作為天原，作畫為masha，2016年7月首次在富士見書房漫畫雜誌《月刊龍時代》上以單篇漫畫形式發表 。
| 冊數 | KADOKAWA      | KADOKAWA               | 台灣角川       | 台灣角川               |
| 冊數 | 出版日期      | ISBN                   | 出版日期       | ISBN                   |
| ---- | ------------- | ---------------------- | -------------- | ---------------------- |
| 1    | 2017年9月8日  | ISBN 978-4-04-072434-8 | 2018年6月14日  | ISBN 978-957-564-254-9 |
| 2    | 2018年12月7日 | ISBN 978-4-04-072970-1 | 2019年12月11日 | ISBN 978-957-743-413-5 |
| 3    | 2019年7月9日  | ISBN 978-4-04-073257-2 | 2020年1月31日  | ISBN 978-957-743-492-0 |
| 4    | 2020年1月9日  | ISBN 978-4-04-073460-6 | 2020年5月6日   | ISBN 978-957-743-721-1 |
| 5    | 2020年9月9日  | ISBN 978-4-04-073793-5 | 2021年11月8日  | ISBN 978-986-524-957-1 |
| 6    | 2021年5月8日  | ISBN 978-4-04-074099-7 | 2022年12月8日  | ISBN 978-626-352-052-3 |
| 7    | 2021年12月9日 | ISBN 978-4-04-074382-0 | 2023年6月8日   | ISBN 978-626-352-608-2 |
| 8    | 2022年11月8日 | ISBN 978-4-04-074755-2 | 2024年2月1日   | ISBN 978-626-378-444-4 |
| 9    | 2023年8月9日  | ISBN 978-4-04-075074-3 | 2024年8月8日   | ISBN 978-626-400-387-2 |
| 10   | 2024年6月7日  | ISBN 978-4-04-075470-3 | 2025年6月12日  | ISBN 978-626-415-860-2 |
| 11   | 2025年3月7日  | ISBN 978-4-04-075832-9 |                |                        |

### 輕小說
作者：葉原鐵，原作：天原，角色原案：masha，繪者：W18。
| 冊數 | KADOKAWA                 | KADOKAWA      | KADOKAWA               | 台灣角川         | 台灣角川      | 台灣角川               |
| 冊數 | 日文標題                 | 出版日期      | ISBN                   | 中文標題         | 出版日期      | ISBN                   |
| ---- | ------------------------ | ------------- | ---------------------- | ---------------- | ------------- | ---------------------- |
| 1    | えくすたしー・でいず     | 2018年12月7日 | ISBN 978-4-04-073008-0 | 心醉神迷的每一天 | 2020年1月31日 | ISBN 978-957-743-505-7 |
| 2    | まりおねっと・くらいしす | 2020年1月9日  | ISBN 978-4-04-073453-8 |                  |               |                        |

## 電視動畫
2019年6月28日KADOKAWA宣佈將其改編為動畫。2020年1月起，動畫在AT-X、KBS、SUN和BS11播出。
2020年2月7日，官方在動畫版推特上表示因為TOKYO MX節目改組的緣故，TOKYO MX自第五話開始將不再播放本動畫。2月18日，SUN電視台以相同理由宣佈自第六話開始停止播放本動畫。

### 製作人員
- 原作：天原（日语：天原）[16]
- 原畫：masha[16]
- 監督：小川優樹[16]
- 助理監督：間島崇寛[11]
- 劇本統籌：筆安一幸[16]
- 人物設定：宇野真（日语：うのまこと）[16]
- 美術監督：關野剛嗣[11]
- 美術設計：吉崎正樹、河上均
- 色彩設計：歌川律子[11]
- 攝影監督：世良隆光[11]
- 編集：三嶋章紀[11]
- 音響監督：平澤久義（日语：ひらさわひさよし）[11]
- 音響效果：豬俁泰史（日语：スワラ・プロ#豬俁 泰史）[11]
- 音樂：內東琴音[11]
- 音樂監製：若林豪
- 音樂總監：柳豊
- 音樂製作：KADOKAWA
- 監製：菊島憲文、川本晃生、飯塚彩、尾形光廣、山野拓哉
- 動畫製作人：西藤和廣
- 製片人：別府洋一
- 動畫製作：Passione[16]
- 製作：異種族風俗娘評鑒指南製作委員會[11]

### 主題曲
片頭曲
作詞、作曲、編曲：橘、ゴールデンボール篠崎，主唱：史坦克（間島淳司）、傑爾（小林裕介）、可利姆維兒（富田美憂）
片尾曲
作詞、作曲、編曲：橘、篠崎，主唱：史坦克（間島淳司）、傑爾（小林裕介）、可利姆維兒（富田美憂）
片尾曲
第6話的特別片尾曲，取代通常的。畫面是史坦克、傑爾、甘丘、可利姆和第6話為止登場過的夢魔女郎們全裸進行光之遊行，但由於「花園之光」的效果重要部位都被光遮住。

### 各集列表
| 集數 | 日文標題 | 中文標題 | 劇本       | 分鏡               | 演出                                   | 作畫監督 | 總作畫監督                                           | 原作漫畫話數     |
| ---- | -------- | --- | ---------- | ------------------ | -------------------------------------- | --- | ---------------------------------------------------- | ---------------- |
| 1    |          | 關於精靈熟女與人類熟女的議論沸騰，天使在喵喵天國升天，有翼人通過總排泄孔的敏感度也效果拔群！ | 筆安一幸   | 小川優樹           | 間島崇寬                               | 小川玖理周、石原惠治、黑田和也、Tin、出雲譽明 | 宇野真、伊集院石燈籠                                 | 1,3,2            |
| 2    |          | 妖精有插入之尺寸限制，惡魔族沒有什麼人氣，乳牛系的彌諾陶洛斯又大又會搖爆射不止！ | 筆安一幸   | 貓飼密、小川優樹   | 北村充基                               | 小夏華、川島勝、石原恵治、日向晴香、出雲譽明 | 宇野真、古川英樹                                     | 4-5              |
| 3    |          | 女體化後能選的小姐不但很少，而且玩起來還挺痛的，但如此一來就能理解女孩子的感覺，所以試著體驗一下或許是個不錯的主意喔！                                                                                     | 筆安一幸   | 西川鷹司、小川優樹 | 間島崇寛                               | 中尾高之、小夏華、石原恵治 | 宇野真、伊集院石燈籠、古川英樹                       | 6-7              |
| 4    |          | 低級淫魔就算說已經射不出來了，也還是會不斷榨精根本就是拷問之域。火龍小姐的身和心和火和龍雖然都熱情如火，但是因為實在熱過頭了所以搞到幾乎都快要往生了！                                                     | 筆安一幸   | 加藤洋人           | 加藤洋人                               | 小林史緒里、海堂浩幸、佐佐木洋也、石原惠治、小夏華 | 伊集院石燈籠、加藤洋人、日向晴香、古川英樹、出雲譽明 | 9,8              |
| 5    |          | 雖然想沉溺在獨眼女孩閃耀的眼眸中但門檻實在太高了，同樣基於門檻過高的原因所以找蘑菇小姐時就交給幹了好幾百年的老江湖選擇，黏呼呼滑溜溜軟綿綿！                                                               | 岡田邦彥   | 通2、小川優樹      | 藤崎有、間島崇寬、中野陽               | 中尾高之、小林史緒里、海堂浩幸、佐佐木洋也、石原惠治、橋本英樹、小夏華、Prasearth Thongkhum、Nyki Ikyn、王悅春、阿部可奈子                                                                            | 宇野真、古川英樹                                     | 10,12            |
| 6    |          | 魔像雖然只要能做出理想中的女孩子就能盡情享受但是很講究品味，而且要是被原型人物發現可能會大事不妙。光精靈的店內有幻想般的光之遊行隊伍，簡直就是夢之樂園                                                     | 筆安一幸   | 松根正人、小川優樹 | 加藤峻一                               | 出雲譽明、海堂浩幸、橋本英樹、日向晴香、王悅春、胡陽樹、阿部可奈子、中尾高之、佐佐木洋也、小夏華 | 宇野真、伊集院石燈籠、古川英樹                       | 13,11            |
| 7    |          | 產卵秀讓大叔們看得目不轉睛！蛋蛋生出來讓人看光光！梅多莉的秘密！然後終於要發表了！夢魔女郎的人氣投票結果！                                                                                                 | 岡田邦彥   | 通2、小川優樹      | 森友宏樹、龍輪直征、間島崇寬、小川優樹 | 黑田和也、森川侑紀、小川玖理周、橋本英樹、海堂浩幸、小林史緒里、阿部可奈子、中尾高之、川島勝、Prasearth Thongkhum、せれす、植竹康彥、小夏華、松下清志                                                 | 宇野真、伊集院石燈籠、出雲譽明、古川英樹             | 14-15、第2冊附錄 |
| 8    |          | 情境夢魔的情色之夢開啟漫漫長夜，天使之槍是不輸給聖槍的性槍，在夢魔之塔美乃滋將爆射永不停止！ | 植竹須美男 | 森本育郎           | 北村充基                               | 日向晴香、石原恵治、中尾高之、胡陽樹、阿部可奈子、出雲譽明、王悅春、海堂浩幸、橋本英樹、佐佐木洋也、小夏華、せれす、松下清志、小林史緒里                                                              | 宇野真、伊集院石燈籠                                 | 16-17            |
| 9    |          | 肢體與屍體間有深沉而黑暗的某種東西，年輕天使的潤滑劑大爆發，野生而野性的評鑑者們是色情的勁敵！ | 植竹須美男 | 加藤洋人           | 加藤洋人                               | 加藤洋人 | 宇野真、古川英樹                                     | 18-19            |
| 10   |          | 獲得四十分滿分的店家之謎終於即將揭曉！享受新妻加淫亂家教加母豬加戀人的感覺！射出來噴出來進進又出出！無限解放！超滿足的三天時光！白果醬射好射滿！大家一起獲得幸福吧啊啊啊啊！                               | 植竹須美男 | 嵯峨敏、小川優樹   | 嵯峨敏                                 | Prasearth Thongkhum、中尾高之、王悅春、小林史緒里、日向晴香、橋本英樹、海堂浩幸、松下清志、小夏華、佐佐木洋也、吉田潤、阿部可奈子、石原惠治                                                           | 宇野真、伊集院石燈籠、古川英樹                       | 20-21            |
| 11   |          | 讓淫魔們通通高潮的超可怕絕倫男是博愛主義者，賺得不義之財的醉漢下場就如同各位所想像，光惠的房間將在本日完結！                                                                                               | 岡田邦彥   | 高橋建、小川優樹   | 中野陽、間島崇寬、小川優樹             | 橋本英樹、吉田潤、佐藤敏明、出雲譽明、せれす、加藤洋人、小川玖理周、中尾高之、阿部可奈子、小林史緒里、鶴田愛、野道佳代、小夏華、海堂浩幸、Prasearth Thongkhum、王悅春、佐佐木洋也、松下清志、森川侑紀 | 宇野真、伊集院石燈籠、古川英樹、日向晴香             | 23、25           |
| 12   |          | 感謝各位對異種族評鑑者們的厚愛，我們後會有期…。只要有夢魔小姐的存在，相信評鑑者們都將永遠活下去。每當各位想到評鑑者們時一定就會跟著回想起來吧。當人們成功讓其他人高潮時，才會首次感覺到自己也很能幹的事實… | 筆安一幸   | 小川優樹           | 北村充基                               | 吉田潤、佐藤敏明、日向晴香、阿部可奈子、小夏華、王悅春、加藤洋人、石原惠治、岩田幸子、橋本英樹、海堂浩幸、小林史緒里、中尾高之、せれす、植竹康彥、Prasearth Thongkhum                                 | 宇野真、伊集院石燈籠、出雲譽明、古川英樹             | 26-27            |

### 播放電視台
日本深夜動畫：下文記載的日本国内播放時間使用日本標準時間（UTC+9）表示。因為部分時間标识會採用30小时制，因此請留意这类超过24:00的时间，其實際播放時間為翌日清晨。
| 放送期間               | 放送時間                     | 放送局     | 対像地域 | 備考                              |
| ---------------------- | ---------------------------- | ---------- | -------- | --------------------------------- |
| 2020年1月11日－3月28日 | 土曜 23:00 - 23:30           | AT-X       | 日本全域 | 製作參加 / R+15 / CS放送 / 有重播 |
| 2020年1月12日－3月29日 | 日曜 1:30 - 2:00（土曜深夜） | BS11       | 日本全域 | BS放送 / 『ANIME+』               |
| 2020年1月13日－3月30日 | 月曜 2:10 - 2:40（日曜深夜） | KBS京都    | 京都府   |                                   |
| 2020年1月12日－2月2日  | 日曜 1:30 - 2:00（土曜深夜） | TOKYO MX   | 東京都   | 因電視台“節目編成變動”停播        |
| 2020年1月16日－2月13日 | 木曜 2:00 - 2:30（水曜深夜） | SUN電視台  | 兵庫縣   | 因電視台“節目編成變動”停播        |
| 2020年2月29日－4月4日  | 土曜 2:30 - 3:00（金曜深夜） | 岐阜放送   | 岐阜縣   | 独立放送局                        |
| 2020年3月7日－4月11日  | 日曜 2:55 - 3:25（土曜深夜） | 琵琶湖放送 | 滋賀縣   | 独立放送局                        |
| 2020年3月10日－3月30日 | 放送時間不定（集中放送）     | 奈良電視台 | 奈良縣   | 独立放送局                        |

| 2020年1月11日－ | 土曜 23:30 更新 | DOCOMO動畫商城 Niconico動畫 |  |  |
|                 |                 |                             |  |  |
|                 |                 |                             |  |  |

#### 海外
北美洲由Funimation播放，同時有英語字幕版和英語配音版。由於「不符合Funimation的標準」，Funimation於2020年1月31日宣佈停播。
台灣則在巴哈姆特動畫瘋播放。

### BD / DVD
| 巻數 | 發售日期      | 收錄集數       | 商品規格   | 商品規格   | 商品規格   |
| 巻數 | 發售日期      | 收錄集數       | BD限定版   | BD通常版   | DVD通常版  |
| ---- | ------------- | -------------- | ---------- | ---------- | ---------- |
| 1    | 2020年5月27日 | 第1話 ~ 第4話  | ZMXZ-13861 | ZMXZ-13871 | ZMBZ-13881 |
| 2    | 2020年6月26日 | 第5話 ~ 第8話  | 不適用     | ZMXZ-13872 | ZMBZ-13882 |
| 3    | 2020年7月29日 | 第9話 ~ 第12話 | 不適用     | ZMXZ-13873 | ZMBZ-13883 |

## 爭議
2020年1月11日巴哈姆特動畫瘋原先播放的版本是無修改的版本，因此在Twitter上引發討論，後遭人檢舉。同月12日巴哈姆特動畫瘋將更換影像為無線電視播出的修改版，此事件在各大討論區中引起討論甚至一度引發付費者揚言退費抵制，不久巴哈姆特動畫瘋官方發出道歉公告。同月16日正式啟用年齡認證機制並重新上架無修正的版本。
2020年2月22日，因製作方受到停播壓力，在第7集開始以18+圖示遮擋敏感部位，至此TV版無未修正版本。另：发售的BD版全集均为未修正版本，包括8-12集。

## 外部連結
- 異種族レビュアーズ （页面存档备份，存于） - niconico靜畫（日語）
- TV動畫《異種族風俗娘評鑒指南》網站 （页面存档备份，存于）（日語）
- TV動畫《異種族風俗娘評鑒指南》的X（前Twitter）（日語）